# 分歧碘泡虫
分歧碘泡虫（学名：Myxobolus allotypica）为碘泡科碘泡虫属的动物。在中国，分布于湖北、湖南等，营寄生生活，寄生在鲢的鳃。